# Roberto Pereyra
Roberto Pereyra (San Miguel de Tucumán, 7 januari 1991) is een Argentijns voetballer die meestal als offensieve middenvelder speelt. Hij verruilde Watford in september 2020 voor Udinese. Pereyra debuteerde in 2014 in het Argentijns voetbalelftal.

## Clubcarrière
Pereyra debuteerde op 16 mei 2009 in het betaald voetbal toen hij met River Plate een competitiewedstrijd in de Argentijnse Primera División speelde tegen Club Atlético Huracán. Hij speelde ook in de seizoenen 2009/10 en 2010/11 voor de club en speelde meer dan veertig competitiewedstrijden.
Op 31 augustus 2011, de laatste dag van de zomertransferperiode, tekende Pereyra een vijfjarig contract bij Udinese. Op 28 januari 2012 debuteerde de Argentijn in de Serie A in het duel tegen Juventus FC. Hij mocht enkele minuten voor tijd invallen voor Mauricio Isla. Op 29 april 2012 maakte Pereyra zijn eerste doelpunt voor Udinese in de competitie tegen SS Lazio. In zijn debuutseizoen speelde hij elf competitieduels.
Op 25 juli 2014 werd bekend dat Udinese Pereyra gedurende het seizoen 2014/15 zou verhuren aan Juventus, dat anderhalf miljoen euro betaalde voor de transfer. Juventus bedong daarbij een optie tot koop. Op 30 augustus 2014 debuteerde Pereyra voor zijn nieuwe club in een competitiewedstrijd tegen Chievo Verona. Op 1 oktober 2014 maakte hij zijn opwachting in de UEFA Champions League in het Estadio Vicente Calderón in de wedstrijd tegen Atlético Madrid. Op 18 januari 2015 maakte Pereyra zijn eerste doelpunt voor Juventus in een competitiewedstrijd tegen Hellas Verona. Pereyra won in de jaargang 2014/15 zowel het Italiaanse landskampioenschap als de nationale beker met de club; ook werd de finale van de UEFA Champions League bereikt. De eindstrijd werd verloren van FC Barcelona (1–3).
Juventus lichtte in juni 2015 de optie in Pereyra's huurcontract en legde hem tot 2020 vast. Hiervoor betaalde de club een vooraf afgesproken bedrag van veertien miljoen euro aan Udinese.

## Clubstatistieken
| Seizoen | Club        | Competitie       | Duels | Goals |
| ------- | ----------- | ---------------- | ----- | ----- |
| 2008/09 | River Plate | Primera División | 1     | 0     |
| 2009/10 | River Plate | Primera División | 15    | 0     |
| 2010/11 | River Plate | Primera División | 27    | 0     |
| 2011/12 | Udinese     | Serie A          | 11    | 1     |
| 2012/13 | Udinese     | Serie A          | 37    | 5     |
| 2013/14 | Udinese     | Serie A          | 36    | 2     |
| 2014/15 | → Juventus  | Serie A          | 35    | 4     |
| 2015/16 | Juventus    | Serie A          | 13    | 0     |
| 2016/17 | Watford     | Premier League   | 13    | 2     |
| 2017/18 | Watford     | Premier League   | 32    | 5     |
| 2018/19 | Watford     | Premier League   | 33    | 6     |
| 2019/20 | Watford     | Premier League   | 4     | 1     |
| Totaal  | Totaal      | Totaal           | 257   | 26    |

## Interlandcarrière
Pereyra nam met Argentinië –20 deel aan het wereldkampioenschap voetbal onder 20 in 2011. Hij speelde in alle groepswedstrijden mee. Argentinië won van Mexico en Noord-Korea en speelde gelijk tegen Engeland. Pereyra miste de achtste finale tegen Egypte –20 door een schorsing. In de kwartfinale tegen Portugal keerde hij terug in het basiselftal. Na 120 minuten stond het nog 0–0, waarna Portugal Argentinië versloeg in de strafschoppenserie.
Pereyra debuteerde op 11 oktober 2014 onder bondscoach Gerardo Martino in het Argentijns voetbalelftal, in een oefeninterland tegen Brazilië in Peking. Hij behoorde twee jaar later tot de selectie van Argentinië voor de Copa América 2015. Pereyra speelde mee in twee groepswedstrijden – zowel het duel tegen Uruguay op 16 juni als het duel tegen Jamaica op 20 juni werd met 1–0 gewonnen – en zag vanaf de reservebank toe hoe Argentinië de finale na strafschoppen verloor van gastland Chili. Na zijn tiende interland in september 2015 duurde het meer dan drie jaar voor hij opnieuw in het Argentijnse shirt te zien was, onder Lionel Scaloni. Die nam hem ook mee naar de Copa América 2019.

## Erelijst
| Kampioen Serie A | 2x | 2014/15, 2015/16 |
| Coppa Italia     | 1x | 2014/15          |
| Supercoppa       | 1x | 2015             |

| Competitie   | Winnaar    | Winnaar    | Runner-up  | Runner-up  | Derde      | Derde      |
| Competitie   | Aantal     | Jaren      | Aantal     | Jaren      | Aantal     | Jaren      |
| Argentinië   | Argentinië | Argentinië | Argentinië | Argentinië | Argentinië | Argentinië |
| ------------ | ---------- | ---------- | ---------- | ---------- | ---------- | ---------- |
| Copa América |            |            | 1x         | 2015       | 1x         | 2019       |